# Thomas Lindström - Åmål
Thomas Lindström - Åmål var ett lokalt politiskt parti som var registrerat för val till kommunfullmäktige i Åmåls kommun. Partiet var representerat i Åmåls kommunfullmäktige under mandatperioden 1994 - 1998 och 2018 - 2022, den senare perioden under det förenklade namnet Thomas Lindström. Partiledare var Thomas Lindström.

## Prawda.se
Thomas Lindström kandiderade vid valet 2010 till kommunfullmäktige i Åmåls kommun under nytt namn, prawda.se partiet. Partiet missade att ta mandat.  Endast tre röster fattades för en plats i kommunfullmäktige.

## Sverigedemokraterna
I valet 2014 kuppade Thomas Lindström in sig i kommunfullmäktige sedan nio personer skrivit dit hans namn på Sverigedemokraternas öppna valsedel.